# 일운면
일운면(一運面)은 대한민국 경상남도 거제시의 면이다. 넓이는 30.4km2이고, 인구는 2016년 기준으로 7,169명이다.

## 개요
남해안 관광벨트 권역에 위치하여 천혜의 자연경관을 가지고 있으며, 풍부한 수산물이 있다. 원유비축기지가 있고, 해육상 축양시설과 지세포 다기능어항이 있다.
신라 경덕왕 16년 757년 거제군으로 개칭하고 속현인 명진현의 관할이었다. 고려 원종 12년 1271년 왜구의 침범으로 거창현에 속하는 가조현으로 피난 갔다가 조선 세종 4년 1422년 태평성대로 옛터로 돌아왔다.

## 행정 구역
- 망치리(望峙里)
- 옥림리(玉林里)
- 지세포리(知世浦里): 일운면 사무소가 위치해 있는 일운면의 중심이다. 해양경비안전서, 일운면 보건지소 등 행정기관이 위치해 있다. 지세포해안로 종점에는 지세포방파제가 위치해있는데, 낚시 명소로 유명하다.
- 와현리(臥峴里)
- 소동리(小洞里): 일운면 북부 지역으로, 아주동과 일운면을 이어주는 일운터널이 위치해있다. 대명리조트 거제마리나가 있어 관광객들이 많이 찾는 지역이다. 대명리조트 거제마리나 건너편에 펜션 및 상권이 형성되어 있다.
- 구조라리(舊助羅里)

## 항구
- 구조라항 - 구조라리에 있는 대한민국의 국가어항이다.
- 내도항 - 와현리에 있는 대한민국의 어촌정주어항이다.
- 망치항 - 망치리에 있는 대한민국의 어촌정주어항이다.
- 양화항 - 망치에 있는 대한민국의 어촌정주어항이다.
- 예구항 - 와현리에 있는 대한민국의 어촌정주어항이다.
- 옥림항 - 옥림리에 있는 대한민국의 어촌정주어항이다.
- 와현항 - 와현리에 있는 대한민국의 어촌정주어항이다.
- 지세포항 - 지세포리에 있는 대한민국의 국가어항이다.
- 지심도항 - 옥림리에 있는 대한민국의 어촌정주어항이다.

## 관광

### 리조트
소노캄

### 문화재
- 거제 지세포진성 (경상남도 기념물 제203호)
- 거제 구조라진성 (경상남도 기념물 제204호)
- 거제 지세포리 지석묘 (경상남도 기념물 제207호)
- 거제윤돌섬상록수림 (경상남도 기념물 제239호)

### 공원
- 외도보타니아

### 산책로
- 샛바람 소리길

### 자연

#### 자연
선창
- 외도공룡발자국
- 윤돌섬
- 지심도
- 북병산
- 내도
- 공곶이

#### 해수욕장
- 와현 해수욕장
- 구조라 해수욕장

### 박물관
- 조선해양문화관